# Pretzel
Un prètzel o brètzel, és un tipus de galeta o brioix enfornat, i retorçat en forma de llaç. El seu origen es troba a Alemanya, i és força popular a Alsàcia, Amèrica del Nord i Austràlia. El seu nom prové de la paraula alemanya Brezel, derivada del llatí bracellus, 'braç petit'. Aquest nom es deu al fet que la seva forma recorda dos braços entrellaçats. A Alemanya i especialment a Baviera, lloc del seu naixement, el brètzel és molt diferent del dels Estats Units. És part de les menges típiques del país i és un tipus de pa salat.
Bàsicament hi ha dues categories: els brètzels de galeta i els brètzels de pa tou. El segon tipus es pot preparar amb una gran varietat de sabors, que inclouen ametlla, all, etc.

## Història
El seu origen sembla estar relacionat amb les festivitats cèltiques que tenien lloc a l'entrada de la primavera, quan el sol transita per la constel·lació d'Àries, el moltó, així la seva forma característica representaria les banyes d'aquest animal zodiacal.
Els romans els van anomenar panis tordus. Cap al 610, els monjos benedictins de Borgonya i Renània els van adoptar per a lliurar-los com a premi als infants que feien les seves tasques escolars. Explicaven que els brètzels representaven els braços d'un nen fent les pregàries i els van dir brachiola o pretiola.
La seva representació més antiga apareix a l'Hortus deliciarum, realitzat el 1190. En una de les miniatures del còdex apareix l'escena d'un banquet en què participen la reina Ester i el seu espòs el rei persa Xerxes. Sobre la taula, s'observa un brètzel a la dreta del rei.
En la tradició catòlica del sud d'Alemanya s'utilitzaven els "Palmbrezel" per a adornar les palmes que es portaven a beneir a l'església el Diumenge de Rams (Palmsonntag).

## Ingredients
Els seus ingredients principals solen ser: farina de blat amb llevat, llet i mantega, la massa se submergeix breument en una solució d'hidròxid de sodi (soda càustica) o hidrogencarbonat de sodi al 3% abans d'enfornar, i usualment hom hi afegeix sal comuna, encara que també se'n fa de dolços, aromatitzats amb canyella, vainilla, etc. Algunes receptes regionals hi afegeixen ou i ratlladura de pell de llimona.

## Galeria

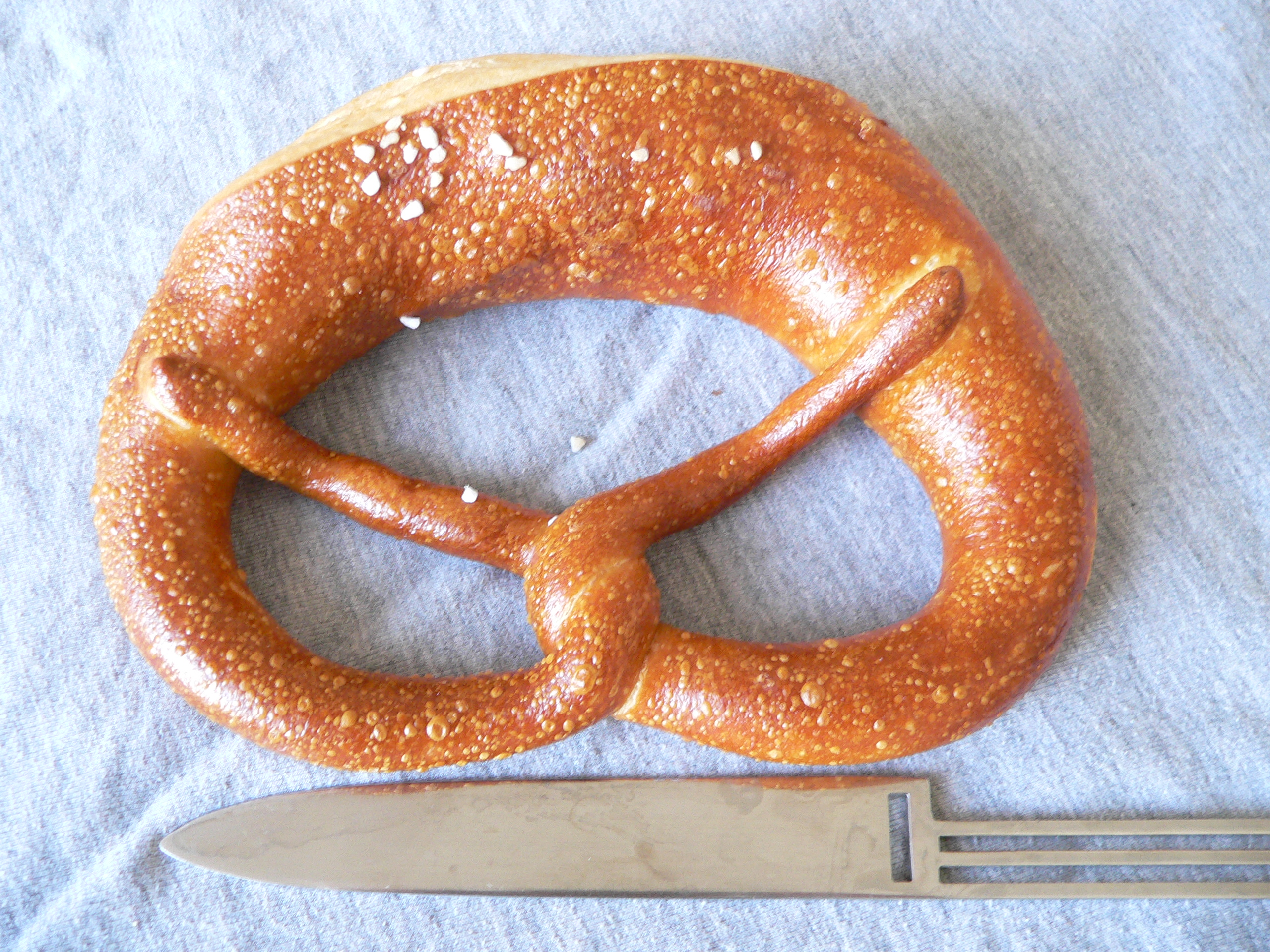
Un brètzel tou
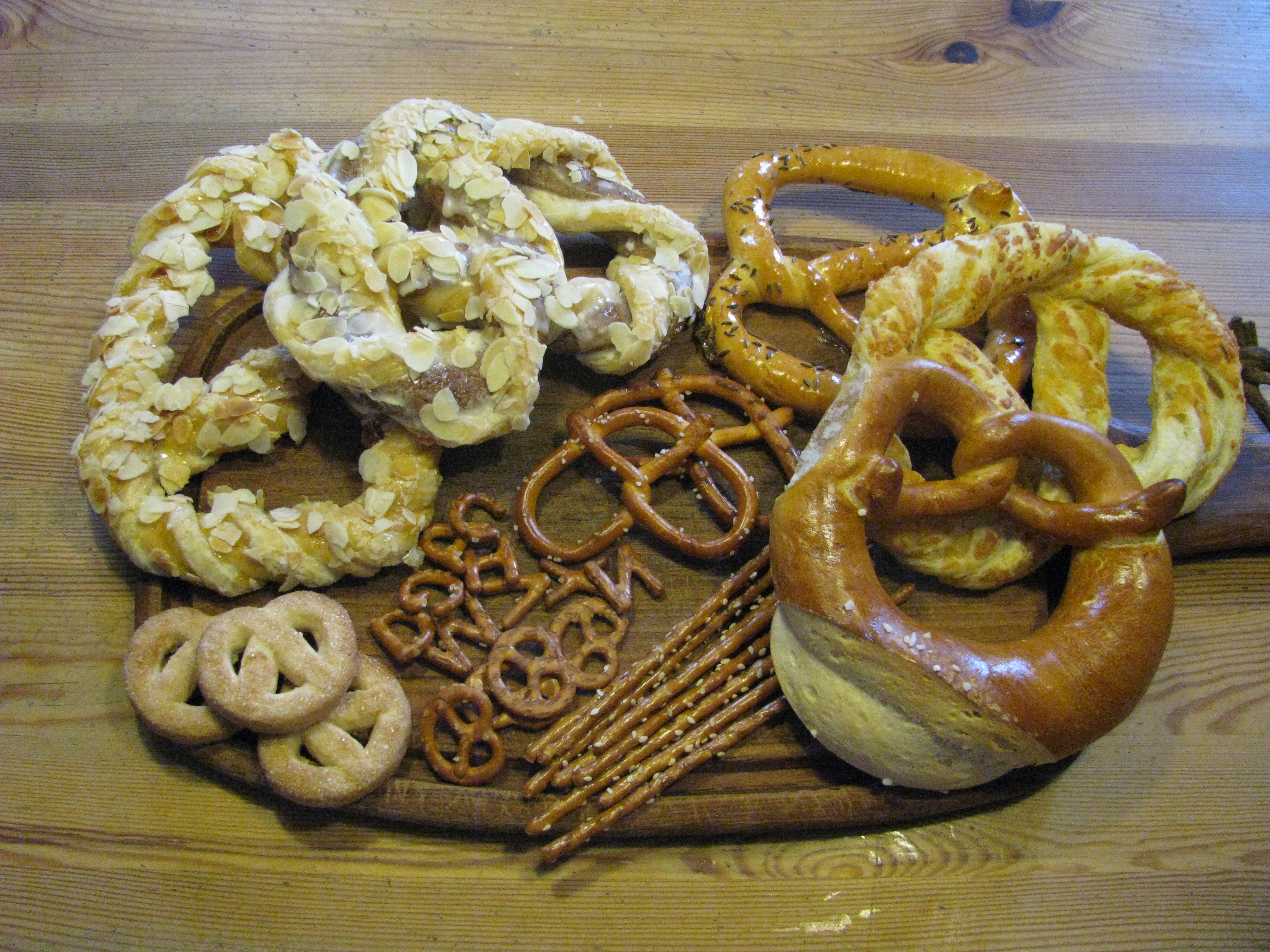
Varietat de brètzels

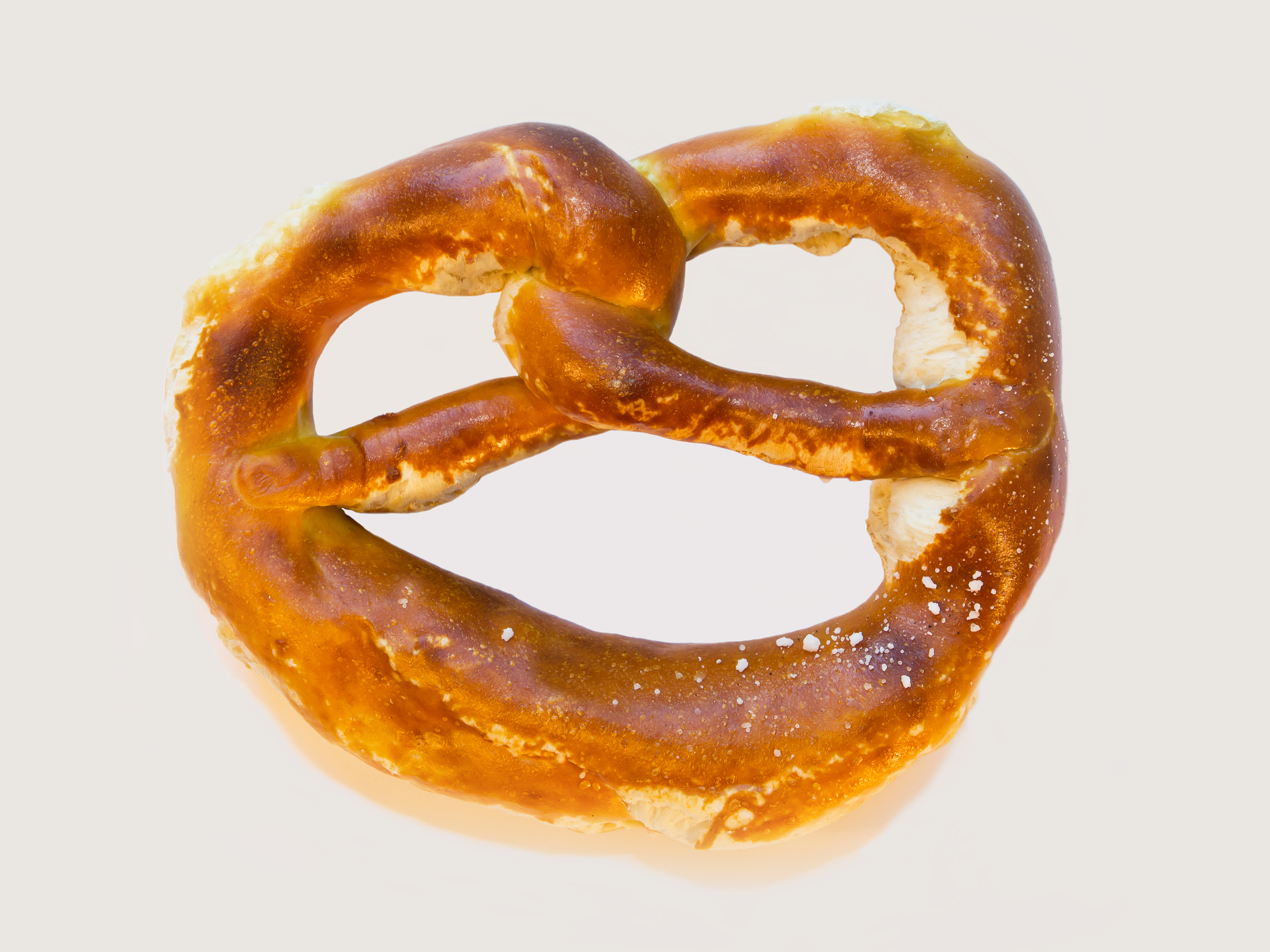
Laugenbrezel austríac
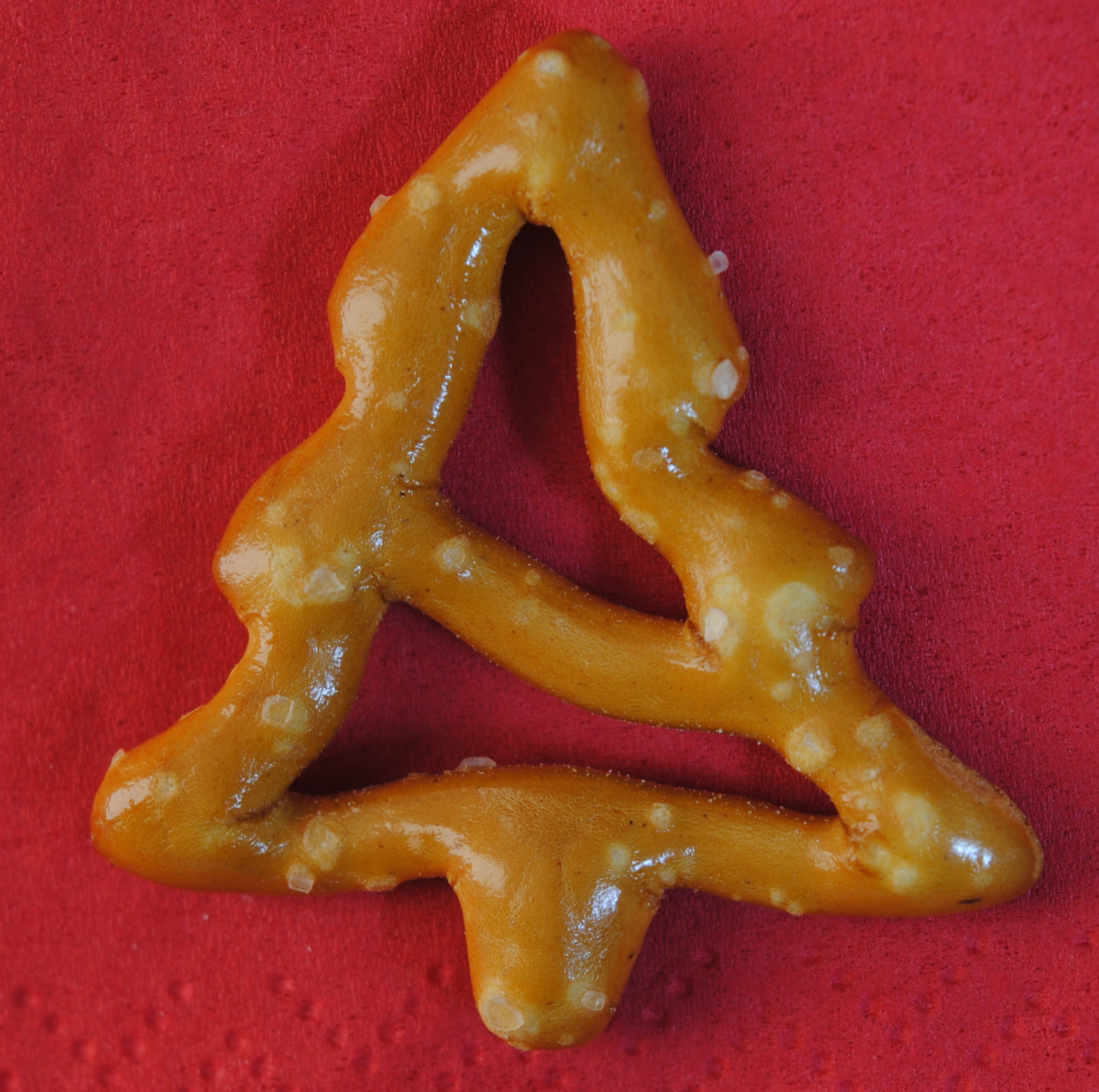
Un brètzel salat en miniatura, amb forma d'arbre de Nadal